# Pristomerus bemba
Pristomerus bemba (лат. ) — вид мелких наездников-ихневмонид (Ichneumonidae) рода Pristomerus из подсемейства Cremastinae. Африка: Берег Слоновой Кости, Замбия, ЮАР.

## Описание
Мелкие наездники со стройным телом, брюшко сжато с боков, длина тела 5,8-6,8 мм, длина усика 3,0-3,6 мм, длина переднего крыла около 3,3-4,0 мм. Усики с 24-26 члениками жгутика. Основная окраска тела чёрная и коричневая (мандибулы, клипеус и ноги жёлтые). Формула щупиков 5:4 (5 нижнечелюстных и 4 нижнегубных члеников).
Наличник отделён от лица канавкой. В нижней части задних бёдер есть зубец. Близ основания 2-го тергита брюшка развиты тиридии. Паразиты скрытоживущих гусениц мелких бабочек (Lepidoptera), найден на бобовых растениях Afrormosia laxiflora (Fabaceae).
Вид был впервые описан выделен в 2015 году южноафриканскими гименоптерологами Паскалем Руссе (Pascal Rousse; Natural History Department, Южноафриканский изико-музей, Кейптаун, ЮАР) и Симоном ван Ноортом (Simon van Noort; Department of Biological Sciences, Кейптаунский университет, Rondebosch, ЮАР).